# Таубин, Юлий
Юлий Та́убин (бел. Юлій Таўбін), настоящее имя Юдаль Абрамович Та́убин (бел. Юдаль Абрамавіч Таўбін; 2 (15) сентября 1911 года, Острогожск, Острогожский уезд, Воронежская губерния, Российская империя — 30 октября 1937 года, Минск, БССР) — белорусский поэт и переводчик.

## Биография

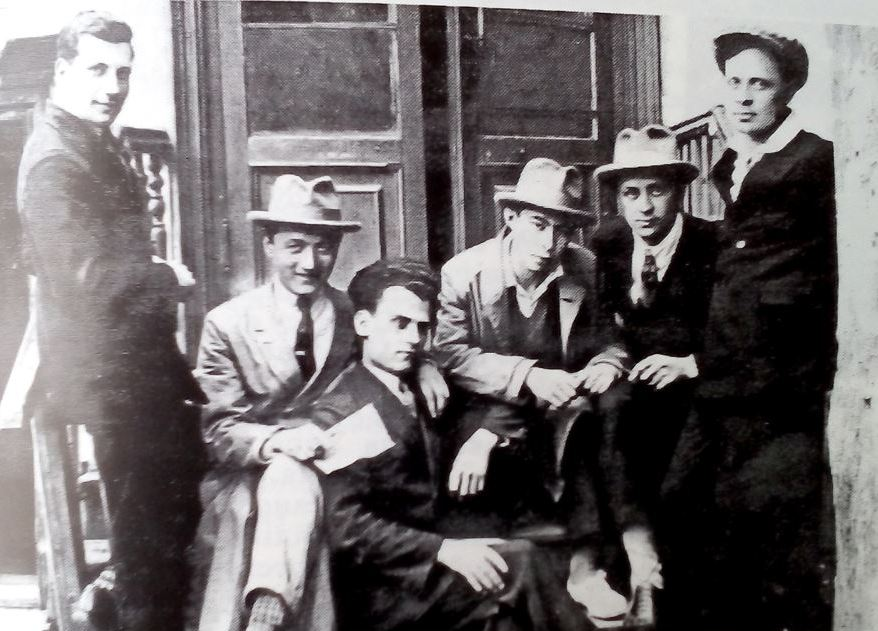
Слева направо: Аркадий Мордвилка, Дмитрий Остапенко, Виктор Козловский, Юлий Таубин, Валерий Моряков, Станислав Шушкевич.

Родился в семье еврея-фармацевта. После Гражданской войны в 1921 году переехал с родителями в Мстиславль, там же стал учить изначально неродной для себя белорусский язык. Вероятнее всего дебютировал в прессе в 1925 году в журнале «Белорусский пионер» с примечанием «Нужно подъехать!», а первая публикация стиха состоялась в 1926. После окончания семилетки (1928) поступил в Мстиславский педагогический техникум. В нём подружился с будущими классиками белорусской литературы Аркадием Кулешовым и Дмитрием (Змитроком) Остапенко: все трое пишут стихи на белорусском и объединяются в литературную группу «Мстиславчане» («Мсцiслаўцы»), печатаются в журнале «Молодняк». В 1927 Юлия исключают из «Молодняка» и группа вступает в конкурирующий «БелАПП». В 1929 году Мстиславский педагогический техникум закрыли, и «Мстиславчане» перебрались в Минск. В 1931 году Таубин поступает в Белорусский государственный университет на литературный факультет. Тем временем выходят пять его сборников: «Агнi» («Огни», 1930), «Каб жыць, спяваць i не старэць…» («Чтоб жить, петь и не стареть…», 1931), «Тры паэмы» («Три поэмы», 1931), «Мая другая кнiга» («Моя вторая книга», 1932) и «Таўрыда» («Таврида», 1932).

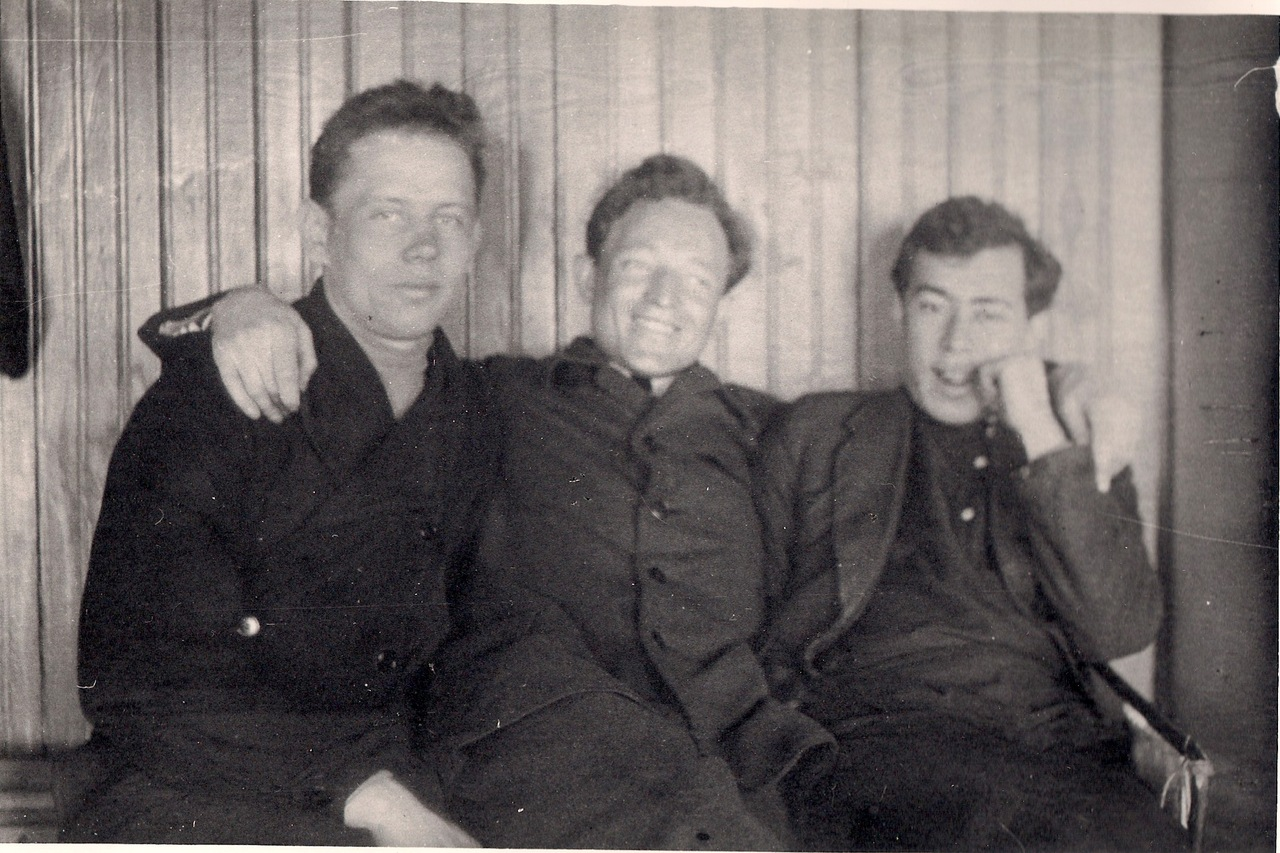
Фото из ссылки. Слева направо: Александр Кучинский, Дмитрий Остапенко, Юлий Таубин.

После выхода первого сборника «Огни» на Таубина обрушивается критика: его обвинили в раболепии перед старой, буржуазной литературой. 25 февраля 1933 года под предлогом о переписке с эмигрировавшей в Америку тётей Юлия Таубина арестовывают и 10 августа приговаривают к ссылке на два года в Тюмень по сфабрикованному делу о «Белорусском народном обществе». Там поэт изучает английский язык и также переводит Гейне, Чехова, Маяковского, Хаусмана, Йейтса, Синга, Честертона, Мейсфилда на белорусский и русский. В 1936 году Таубин отправил в Ленинградское отделение издательства «Художественная литература» свои переводы, вышедшие после его гибели в «Антологии новой английской поэзии» Михаила Гутнера.
Те, что трудились для Англии, —
Нашли здесь последний приют.
И певчие птицы Англии
Над могилами их поют.
Но те, кто сражались за Англию
И отдали жизнь за нее, —
О горе, горе Англии, —
Могилы их далеко.
А те, кто правит Англией
По мере скорбных сил, —
О горе, горе Англии, —
Для них еще нет могил.Юлий Таубин
4 ноября 1936 года Таубин был повторно арестован и этапирован в Минск. 29 октября 1937 приговорён к расстрелу как «член антисоветской организации». Расстрелян в ночь с 29 на 30 октября. Реабилитирован 29 августа 1956 года. После смерти поэта вышли две его антологии: «Избранные стихи» (1957) и «Стихи» (1969). Незаконченной осталась стихотворная повесть «Доктор Батурин». Подготовленная книга «Лирика. Эпос. Выбраныя вершы 1928-32 г.» не успела выйти в свет, её рукописи хранятся в архиве критика Л. Бенде.
В 2010-х годах исследованием творчества Ю. Таубина активно занимался В. Жибуль. В 2017 А. Хаданович составил сборник Юлия Таубина «Избранное» для серии «Поэты планеты» и подготовил открытую лекцию, посвященную Таубину. В том же году появился белорусско-польский фильм «Исчезнувшая поэзия», где популярно рассказывается о Т. Кляшторном, М. Кульбаке, Ю. Таубине, И. Харике.

## Критика
Юлий Таубин — представитель урбанистического течения в белорусской поэзии 1920—1930 гг. Поэтическая программа Ю. Таубина по усваиванию классической поэзии Европы являлась активным наследием традиций Максима Богдановича. По мнению Р. Берёзкина, это выражалось в связи поэта «с традицией культуры, как темы, как объекта творчества».

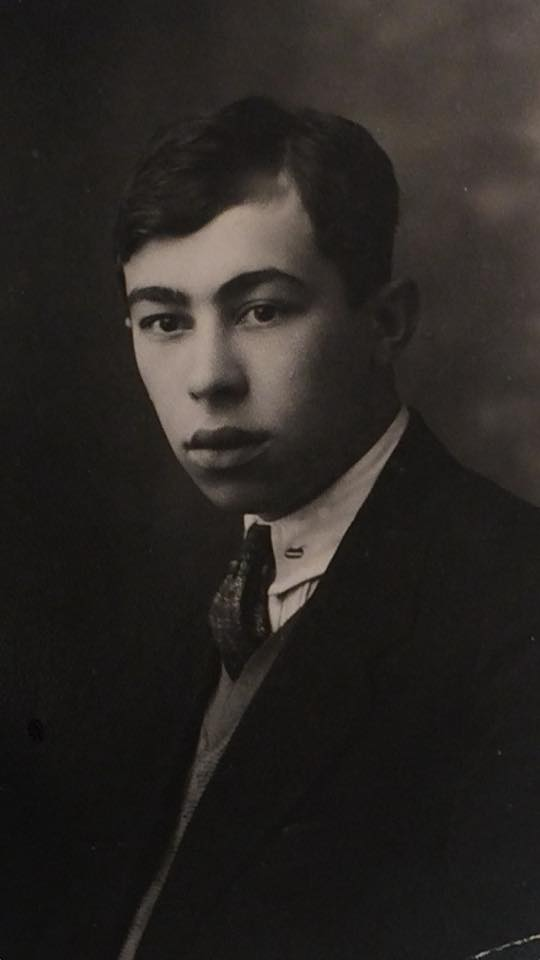
Юлий Таубин (Минск, 1930)

Оказавшись в тюменской высылке, писал на русском языке. В 1934—1935 сочинил две поэмы: «Михайло» и «Осада». Также в печать попали два его русскоязычных стихотворения — «Друзьям» (Знамя, 1936, № 5) и «Тэдди» (Огонёк, 1936, № 22).
Н. Кабаков в статье «Огни, которые не греют» («Молодняк», 1931, № 6-7) критиковал первый сборник Юлия Таубина за отсутствие упоминаний о партии и рабочем классе, отсутствие стихов, которые «отражали бы великую эпоху построения социализма» и особенно за «есенинщину, богемщину, мелкобуржуазный индивидуализм и замкнутость». Также критик пожурил поэта за использование в качестве эпиграфа книжки выдержки из "заядлого белорусского контрреволюционера поэта Владимира Дубовки. В свою очередь, Степан Лиходзиевский в статье «Поэзия Юлия Таубина» (Пламя, 1931, № 9) отмечал неверность утверждения предыдущего критика касательно анализа первого сборника поэта: «Тов. Кабаков перед Таубиным выдвигает такие требования, которые можно поставить только уже ярко выраженному пролетарскому поэту. Рецензент не учитывает того, что Таубин пролетарским поэтом не был и не является им ещё и на сегодняшний день». Лиходзиевский в целом положительно оценил поэтические сборники Таубина, отметив, в свою очередь, «нарушение твёрдого Комсомольского устава» в ряде стихов «Лирической тревоги» (1929), в котором «поэт открыл доступ хаотической стихии чувств, не смог ими совладать при помощи классово-обусловленной рации».
По словам пролетарского критика Алеся Кучара, творчество Ю. Таубина — это «активное игнорирование нашей действительности, восхищение буржуазной гнилью и продажнической культурой, замыкание в круг своих психологически-больных восприятий, романтическое эстетство», что следует из «ненависти… к диктатуре пролетариата».
Согласно литературоведу М. И. Мищанчука, лирика Ю. Таубина характеризуется «сконденсированностью, выверенностью, дисциплинированностью мысли и чувства, высокой культурой версификаторства». По словам эксперта, у Юлия Таубина встречаются стихи двух планов: в одних из них присутствует поэт со своими личными переживаниями, страданиями и радостями, присутствует и оценивает каждый шаг и поступок; в других повествование разворачивается более широко — на первый план у них выходит эпоха, выявляет свою сущность народ.
По словам В. Жибуля, отличительная черта поэзии Таубина — её углубленность в книжную стихию, литературные и фольклорные аллюзии и упоминания о поэтах разных эпох и народов: заглавия произведений («Якуб Колас», «Живому Маяковскому», «Сыроно де Бержерак», «Пушкин», «За Шиллером», «Сильный ветер и месяц из гетевского романа»).

### Комментарий
1. ↑  В «Краткой литературной энциклопедии», возможно, ошибочное ударение на «у»; в белорусском языке ударение в фамилии — на первом слоге